# Weydale
Weydale is een dorp ongeveer 5 kilometer ten zuidoosten van Thurso in de Schotse lieutenancy Caithness  in het raadsgebied Highland.